# Zaolzie

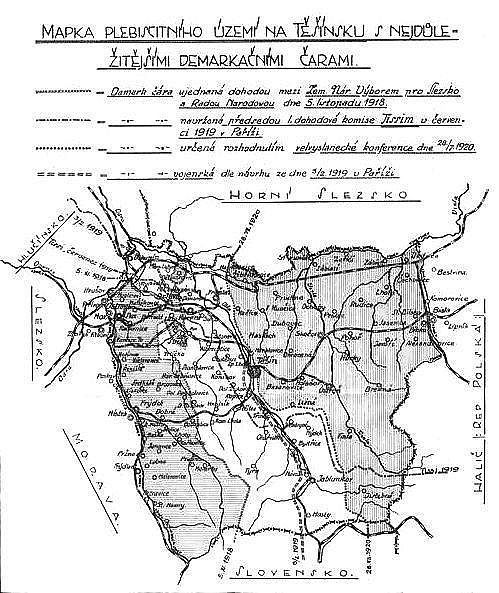
Carte de la Silésie de Cieszyn où se trouve la région de Zaolzie.

La Zaolzie (prononcée [zaˈɔlʑɛ]) est le nom d'une région qui se trouve actuellement en Tchèquie, historiquement pomme de discorde entre la Deuxième République de Pologne et la Tchécoslovaquie. Son nom signifie le « territoire au-delà de la rivière Olza ». Il se traduit par Zaolší en tchèque et Olsa-Gebiet en allemand.
La région de Zaolzie a été créée en 1920, lorsque la zone la plus orientale de Silésie est divisée entre la Tchécoslovaquie et la Pologne. Le partage de la Silésie ne satisfait aucun des deux pays ; et la Pologne annexe la Zaolzie en octobre de 1938, à la suite des Accords de Munich. Après la Campagne en Pologne et l'occupation de la Pologne en 1939, le zone devient allemande, et ce jusqu'en 1945 ; après la guerre, les frontières antérieures à 1920 sont restaurées.
Historiquement, la Zaolzie était habitée majoritairement par des Polonais ; bien que sous la domination autrichienne, la région ait été divisée en quatre arrondisements : celui de Frýdek avait une population majoritairement tchèque, alors que les autres trois autres avaient une majorité polonaise. Durant cette période, la population allemande a également augmenté ; la population tchèque a en revanche diminué, et il n'a recommencé à augmenter qu'au XXe siècle. La population polonaise reste néanmoins aujourd'hui majoritaire. Un autre groupe ethnique important était celui des juifs ; mais presque toute la population juive a été exterminée pendant la Seconde Guerre mondiale,.

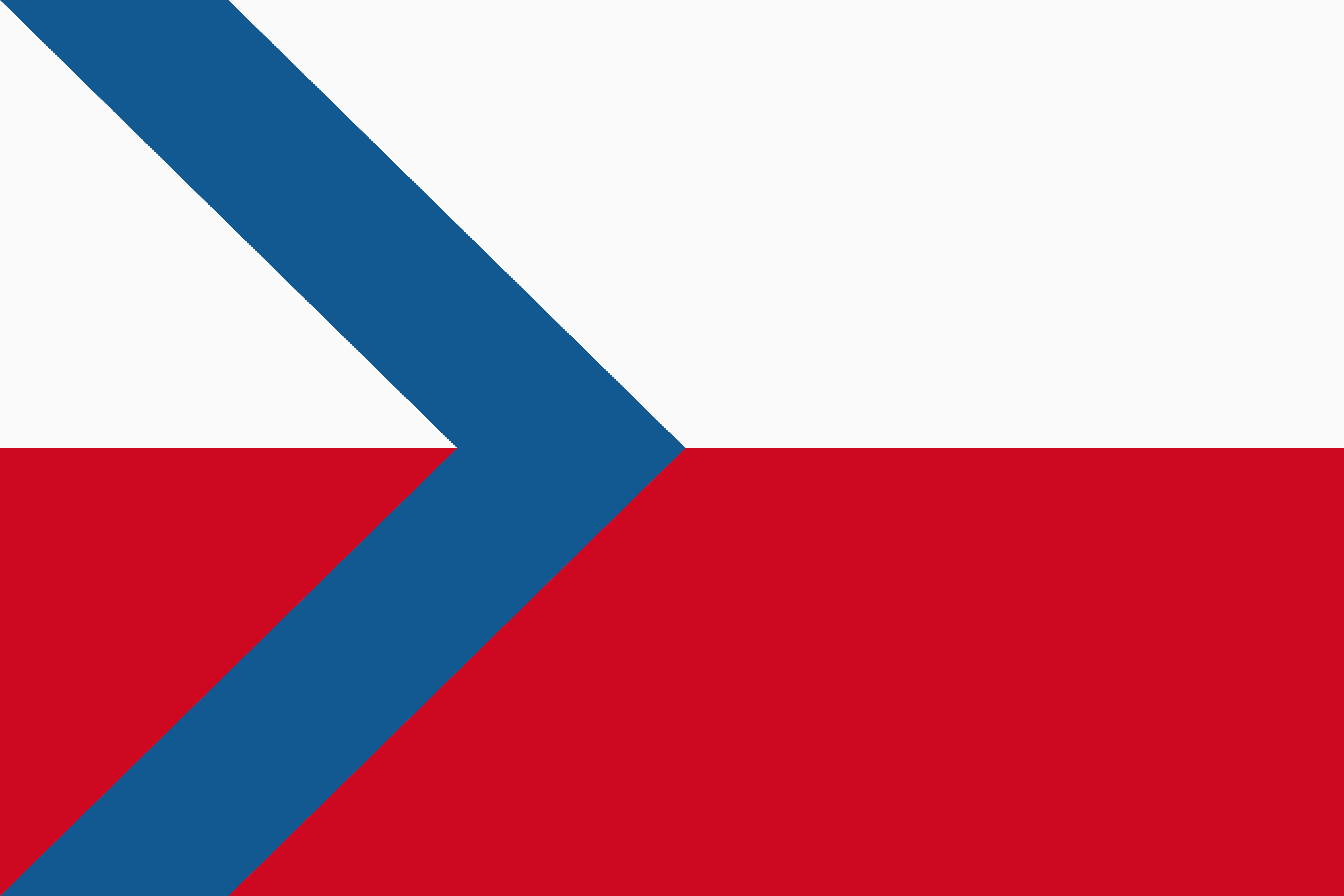
Drapeau proposé de la Zaolzie.

À l'heure actuelle, il existe un fort mouvement indépendantiste dans la région, réclamant soit son propre territoire, soit un État indépendant. L'Union européenne a établi une Eurorégion centrée sur la Zaolzie et sa culture distincte.